# Зенева
Зенева (рос. Б. Зенова; Б. Зиневатая) — балка (річка) в Україні, у Василівському районі Запорізької області. Права притока Карачокрака (басейн Дніпра).

## Опис
Балка завдовжки приблизно 6,29 км, найкоротша відстань між витоком і гирлом — 7,77 км, коефіцієнт звивистості річки — 1,09. Формується багатьма балками та загатами. На деяких ділянках балка пересихає.

## Розташування
Бере початок у селі Переможне. Тече переважно на південний захід і на східній стороні від села Широке і впадає в річку Карачокрак, ліву притоку Дніпра (Каховське водосховище).

## Цікаві факти
- З південного боку від гирла балки на відстані приблизно 1 км пролягає автошлях Р37[3] (автомобільний шлях регіонального значення на території України. Проходить територією Запорізької області через Енергодар — Василівку. Загальна довжина — 70,7 км).
- У XIX столітті біля витоку балки існував скотний двір[1].